# Scapheremaeus convexus
Scapheremaeus convexus är en kvalsterart som beskrevs av Hammer 1979. Scapheremaeus convexus ingår i släktet Scapheremaeus och familjen Cymbaeremaeidae. Inga underarter finns listade i Catalogue of Life.